# Willy Semler
Pour les articles homonymes, voir Semler.
Guillermo Semler Aguirre, mieux connu sous le nom de Willy Semler, né le 16 janvier 1959 dans le quartier de Recoleta de Santiago (Chili), est un acteur chilien de cinéma, de théâtre et de télévision et également metteur en scène de théâtre.

## Biographie
Willy Semler étudie à l'université du Chili.
Il est connu pour avoir joué Esperanza dans la pièce populaire La negra Ester, l'une des pièces les plus classiques de l'histoire chilienne. Au cinéma, il a joué dans des films tels que Johnny cien pesos et El desquite, tandis qu'à la télévision, il a joué dans des telenovelas à succès pendant plus de 40 ans, dans des productions telles que Amor a domicilio (1995), Adrenalina (1996), Playa salvaje (1997), Fuera de control (1999), Los treinta (2005) et Pacto de sangre (2018) parmi tant d'autres.
Il a travaillé comme annonceur sur Radio La Clave dans l'émission Enradiados (2016-2017).

## Filmographie
| Films | Films                                    | Films               | Films                 |
| Année | Film                                     | Personnage          | Réalisateur           |
| ----- | ---------------------------------------- | ------------------- | --------------------- |
| 1993  | Entrega total                            |                     | Leo Kocking           |
| 1994  | Johnny cien pesos                        | Freddie             | Gustavo Graef Marin   |
| 1996  | Mi ultimo homme                          | Pedro               | Tatiana Gaviola       |
| 1999  | El desquite                              | Pablo Casas-Cordero | Andrés Wood           |
| 2002  | Sangre eterna                            | Padre M             | Jorge Olguín          |
| 2006  | Fuga                                     | Padre de Eliseo     | Pablo Larraín         |
| 2008  | ChiliPuede                               | Patrick             | Ricardo Larraín       |
| 2008  | Papá o 36 mil juicios de un mismo suceso | Michel              | Leonardo Medel        |
| 2011  | Dios me libre                            |                     | Martín Duplaquet      |
| 2013  | El derechazo                             | Andrés Sandwitch    | Lalo Prieto           |
| 2017  | Crisis                                   | Roberto del Rio     | Martin Pizarro        |
| 2018  | American Huaso                           | Dyango Palma        | Diego García-Huidobro |
| 2019  | Les Évadés de Santiago (Pacto de fuga)   | Alcaide Jorquera    | David Albala          |
| 2020  | La Verónica                              |                     | Leonardo Medel        |

### Telenovelas
| Telenovelas | Telenovelas        | Telenovelas                           | Telenovelas |
| Année       | Telenovelas        | Rôle                                  | Canal       |
| ----------- | ------------------ | ------------------------------------- | ----------- |
| 1981        | Villa Los Aromos   | Avelino Mellado                       | TVN         |
| 1985        | La dama del balcón | Wolfgang Veidt Von Harensburg         | TVN         |
| 1986        | La villa           | Valentín Fuentes                      | TVN         |
| 1987        | Mi nombre es Lara  | Álvaro Medina                         | TVN         |
| 1993        | Ámame              | Rodrigo Silva                         | TVN         |
| 1994        | Top Secret         | Vicente Palacios                      | Canal 13    |
| 1995        | Amor a domicilio   | Jerry Lewis / Leopoldo "Polo" Gumucio | Canal 13    |
| 1996        | Adrenalina         | Alfredo Villagra                      | Canal 13    |
| 1997        | Playa salvaje      | Renato Santa María                    | Canal 13    |
| 1998        | Marparaíso         | Gonzalo Moreno                        | Canal 13    |
| 1999        | Fuera de control   | Rafael Cervantes                      | Canal 13    |
| 2000        | Sabor a ti         | Maximiliano Sarmiento                 | Canal 13    |
| 2001        | Piel canela        | Sergio Novoa                          | Canal 13    |
| 2003        | 16                 | Manuel Arias "El Chacal"              | TVN         |
| 2004        | Tentación          | Bruno Alcázar                         | Canal 13    |
| 2004-2005   | Ídolos             | Mario Leyton                          | TVN         |
| 2005        | 17                 | Manuel Arias "El Chacal"              | TVN         |
| 2005        | Los treinta        | Javier Alcalde                        | TVN         |
| 2006        | Entre medias       | Raimundo Montes                       | TVN         |
| 2007        | Vivir con 10       | Exequiel Amenábar                     | Chilevisión |
| 2008        | Mala conducta      | Pelayo Bobadilla                      | Chilevisión |
| 2009        | Sin anestesia      | Emiliano Montalbán                    | Chilevisión |
| 2010        | Manuel Rodríguez   | Mateo Segura y Ruiz                   | Chilevisión |
| 2011        | Infiltradas        | Aldo Zubizarrieta                     | Chilevisión |
| 2012-2013   | La sexóloga        | Custodio Curilén                      | Chilevisión |
| 2012        | Maldita            | Alfonso Ferrer                        | Mega        |
| 2013        | Socias             | Rubén Schuster                        | TVN         |
| 2018-2019   | Pacto de sangre    | Manuel Tapia                          | Canal 13    |

### Séries et téléfilms
| Séries    | Séries                         | Séries                  | Séries      |
| Année     | Série                          | Rôle                    | Canal       |
| --------- | ------------------------------ | ----------------------- | ----------- |
| 1996      | Vecinos puertas adentro        | Rolando                 | Canal 13    |
| 2002      | Más que amigos                 | Fernando Arteaga        | Canal 13    |
| 2004      | Geografía del deseo            | Martín                  | TVN         |
| 2005      | La vida es una lotería         | René                    | TVN         |
| 2005-2006 | Tiempo final: en tiempo real   | Mariano / Manuel        | TVN         |
| 2007-2009 | Infieles                       | Varios personajes       | Chilevisión |
| 2008-2012 | Teatro en Chilevisión          | Varios personajes       | Chilevisión |
| 2010      | Cartas de mujer                | Coronel Raúl González   | Chilevisión |
| 2012      | Amar y morir en Chile          | Perfecto Oviedo         | Chilevisión |
| 2013      | Maldito corazón                | Alberto                 | Chilevisión |
| 2015      | Los años dorados               | Oficial Garrido         | TV+         |
| 2015      | Juana Brava                    | Bernardo Maureira       | TVN         |
| 2016      | Bala loca                      | General Jorge Arismendi | Chilevisión |
| 2017      | 12 días: La muerte de Pinochet | Manuel                  | Chilevisión |
| 2017      | 62: Historia de un mundial     | Raúl Colombo            | TVN         |
| 2019      | Tira                           | Armando                 | La Red      |
| 2022      | La Meute                       | Camilo Radic            | Prime Video |
| 2022      | 42 días en la oscuridad        | Cristián Lira           | Netflix     |

## Récompenses et distinctions
- (en) Willy Semler: Awards, sur l'Internet Movie Database